# Paul McDonald Calvo
Paul MacDonald Calvo, né le 25 juillet 1934 à Hagåtña et mort le 16 octobre 2024 à Mongmong-Toto-Maite, est un homme politique américain. 
Membre du Parti républicain, il est le 3e gouverneur de Guam du 1er janvier 1979 au 3 janvier 1983.

## Biographie
Paul McDonald Calvo, né à Hagåtña, est le fils aîné d'Eduardo « Jake » Torres Calvo (1909-1963) et de Veronica Mariano McDonald (1913-2009). Edward (1936-2004), Thomas (1940-2015), Frances Matias Calvo et Rosario Castro Calvo sont ses deux seuls frères et deux belles-sœurs. Ses grands-parents paternels sont l'avocat Don Tomas Anderson Calvo et Doña Regina Martinez Torres. Ses grands-parents maternels sont John Francis McDonald et Dolores Mariano. 
Il fréquente le George Washington High School de Guam (en) puis étudie ensuite à la Peacock Military Academy (en) et à l'université de Santa Clara.